# Aoi Bungaku
(Narratore, primo episodio)
Aoi Bungaku (青い文学シリーズ? lett. "Letteratura blu") è un anime di 12 episodi prodotta da Madhouse, che adatta sei romanzi classici moderni della letteratura giapponese. Alla serie hanno collaborato in veste di character designer tre celebri mangaka: Takeshi Obata, Tite Kubo e Takeshi Konomi.

## Trama
I romanzi adattati sono:
- Lo squalificato (人間失格?, Ningen shikkaku) di Osamu Dazai
- Sotto la foresta di ciliegi in fiore (桜の森の満開の下?, Sakura no mori no mankai no shita) di Ango Sakaguchi
- Il cuore delle cose (こゝろ?, Kokoro) di Sōseki Natsume
- Corri Melos (走れメロス?, Hashire Merosu) di Osamu Dazai
- Il filo del ragno (蜘蛛の糸?, Kumo no ito) di Ryūnosuke Akutagawa
- La scena dell'inferno (地獄変?, Jigokuhen) di Ryūnosuke Akutagawa

## Episodi
| Nº | Titolo italiano (traduzione letterale) Giapponese 「Kanji」 - Rōmaji                                                       | In onda          | In onda |
| Nº | Titolo italiano (traduzione letterale) Giapponese 「Kanji」 - Rōmaji                                                       | Giapponese       |         |
| 1  | Lo squalificato 1: Suicidio doppio a Kamakura 「人間失格 #1 鎌倉心中」 - Ningen Shikkaku #1: Kamakura shinjū               | 10 ottobre 2009  |         |
| 2  | Lo squalificato 2: Mostro 「人間失格 #2 お化け」 - Ningen Shikkaku #2: Bake                                                | 17 ottobre 2009  |         |
| 3  | Lo squalificato 3: Società 「人間失格 #3世間」 - Ningen Shikkaku #3: Seken                                                 | 24 ottobre 2009  |         |
| 4  | Lo squalificato 4: Nuovo mondo 「人間失格 #4新世界」 - Ningen Shikkaku #4: Shinsekai                                       | 31 ottobre 2009  |         |
| 5  | Sotto la foresta di ciliegi in fiore (primo capitolo) 「桜の森の満開の下 前編」 - Sakura no mori no mankai no shita zenpen | 7 novembre 2009  |         |
| 6  | Sotto la foresta di ciliegi in fiore (seconda parte) 「桜の森の満開の下 後編」 - Sakura no mori no mankai no shita kōhen   | 14 novembre 2009 |         |
| 7  | Il cuore delle cose (prima parte) 「こころ前編」 - Kokoro zenpen                                                           | 21 novembre 2009 |         |
| 8  | Il cuore delle cose (seconda parte) 「こころ後編」 - Kokoro kōhen                                                          | 21 novembre 2009 |         |
| 9  | Corri Melos (prima parte) 「走れメロス前編」 - Hashire Merosu zenpen                                                       | 28 novembre 2009 |         |
| 10 | Corri Melos (seconda parte) 「走れメロス後編」 - Hashire Merosu kōhen                                                      | 5 dicembre 2009  |         |
| 11 | Il filo del ragno 「蜘蛛の糸」 - Kumo no ito                                                                               | 26 dicembre 2009 |         |
| 12 | La scena dell'inferno 「地獄変」 - Jigokuhen                                                                               | 26 dicembre 2009 |         |

## Film
I primi quattro episodi sono stati uniti e riadattati in una versione director's cut, uscita nei cinema giapponesi il 12 dicembre 2009. Il film ha vinto il "Platinum Grand Prize" del Future Film Festival 2011.

## Sigle
La sigla di chiusura è We Say Hello cantata da Manami.